# بروکبرگ
بروکبرگ (به آلمانی: Bruckberg, Lower Bavaria) یک شهر در آلمان است که در بایرن واقع شده‌است.

## خصوصیات
بروکبرگ ۵۱٫۱۱ کیلومترمربع مساحت دارد ۴۲۷ متر بالاتر از سطح دریا واقع شده‌است.